# Carl Hampus Bergman

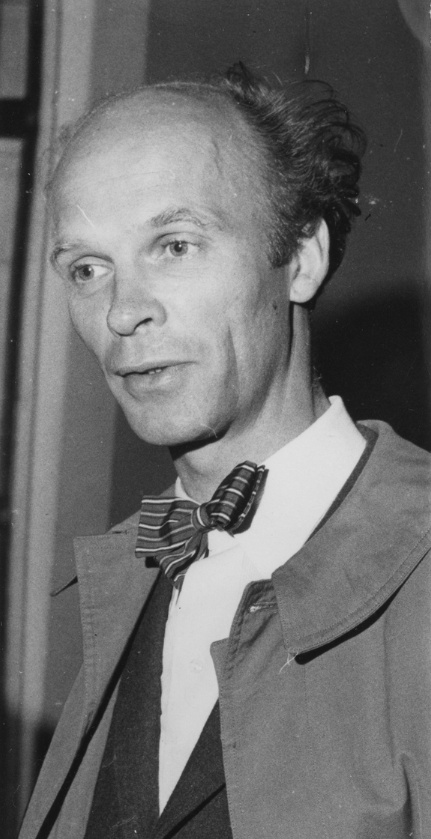
Carl Hampus Bergman år 1960 i Borgholm.

Carl Hampus Bergman, född 24 augusti 1921 i Kungsholms församling i Stockholm, död 9 december 1989 i Katarina församling, var en svensk  arkitekt och  konstnär.

## Biografi
Bergman skaffade sig tidigt under ungdomsåren teknisk utbildning  och kom senare  att delta i specialstudier på avdelningen för Arkitektur på Kungliga Tekniska högskolan. Han begav sig till Italien, Schweiz och Frankrike för att studera konsthistoria och arkitektur. Han praktiserade för Le Corbusier i Paris. Under två år var han assistent hos Alvar Aalto i Helsingfors. 1950–1975 hade han eget arkitektkontor i Stockholm. 1955 blev han invald i Konstnärsklubben och  var dess ordförande från 1981 till sin död 1989.

## Verksamhet som arkitekt
- Om- och tillbyggnad av Kungliga biblioteket 1956–1971
- Kolsva brukskyrka  1961
- Tavelsjö kyrka 1965
- Högåskyrkan i Tibro 1966
- Tegs kyrka 1969
- Röbäcks kapell 1975

Dessutom har han medverkat vid ett antal restaureringar av kyrkor, t.ex. Persnäs kyrka 1960, Borgholms kyrka 1960, Ekerö kyrka och Ersta kapell.

## Utställningar som konstnär
- Galleri Gummeson, Stockholm 1980
- Kunstsalon Wolfsberg, Zürich 1980
- Galleri Blå, Umeå 1980
- Galleri Cupido, Stockholm 1982, 1984, 1986, 1988

## Bilder

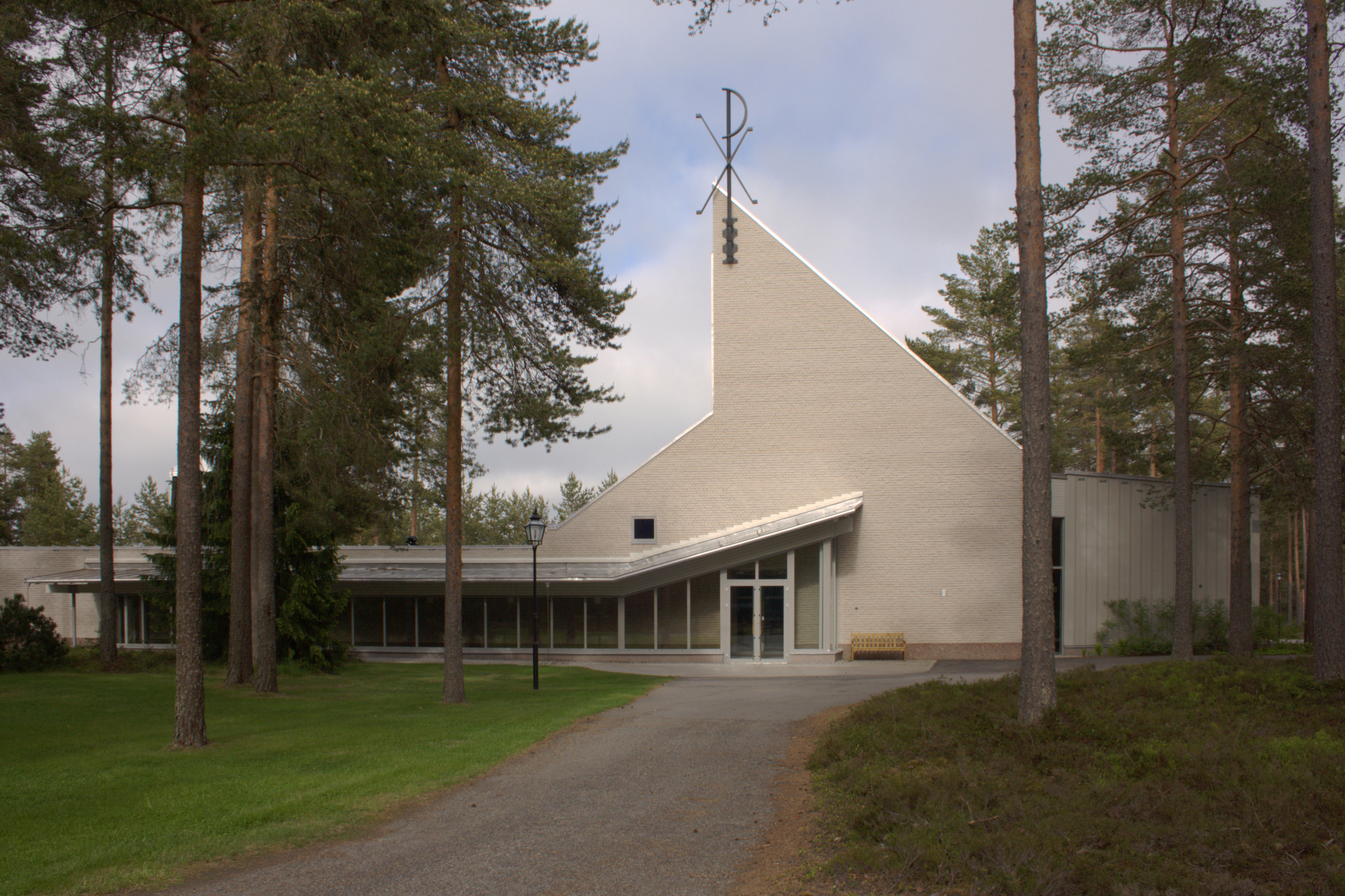
Röbäcks kapell
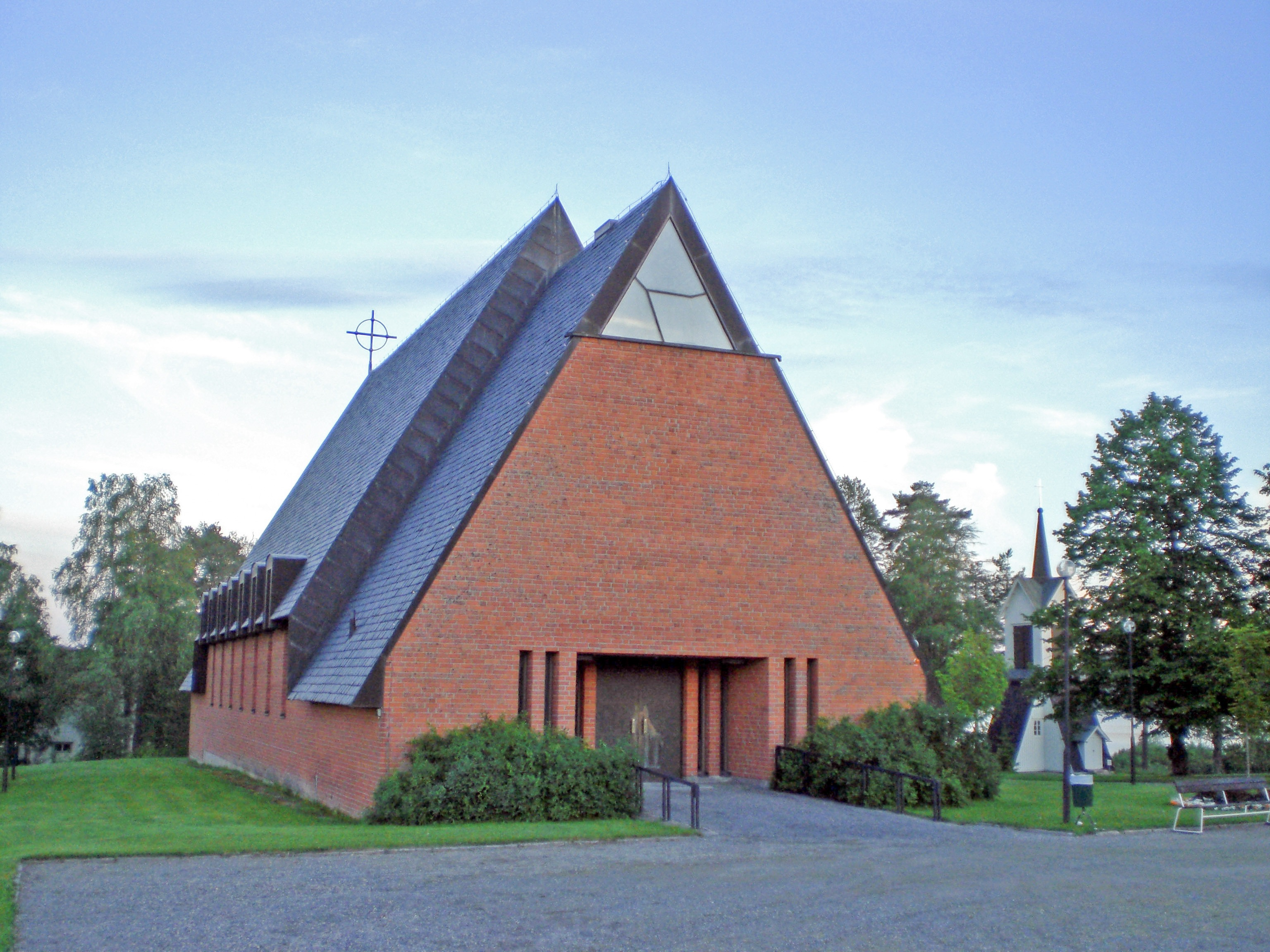
Tavelsjö kyrka
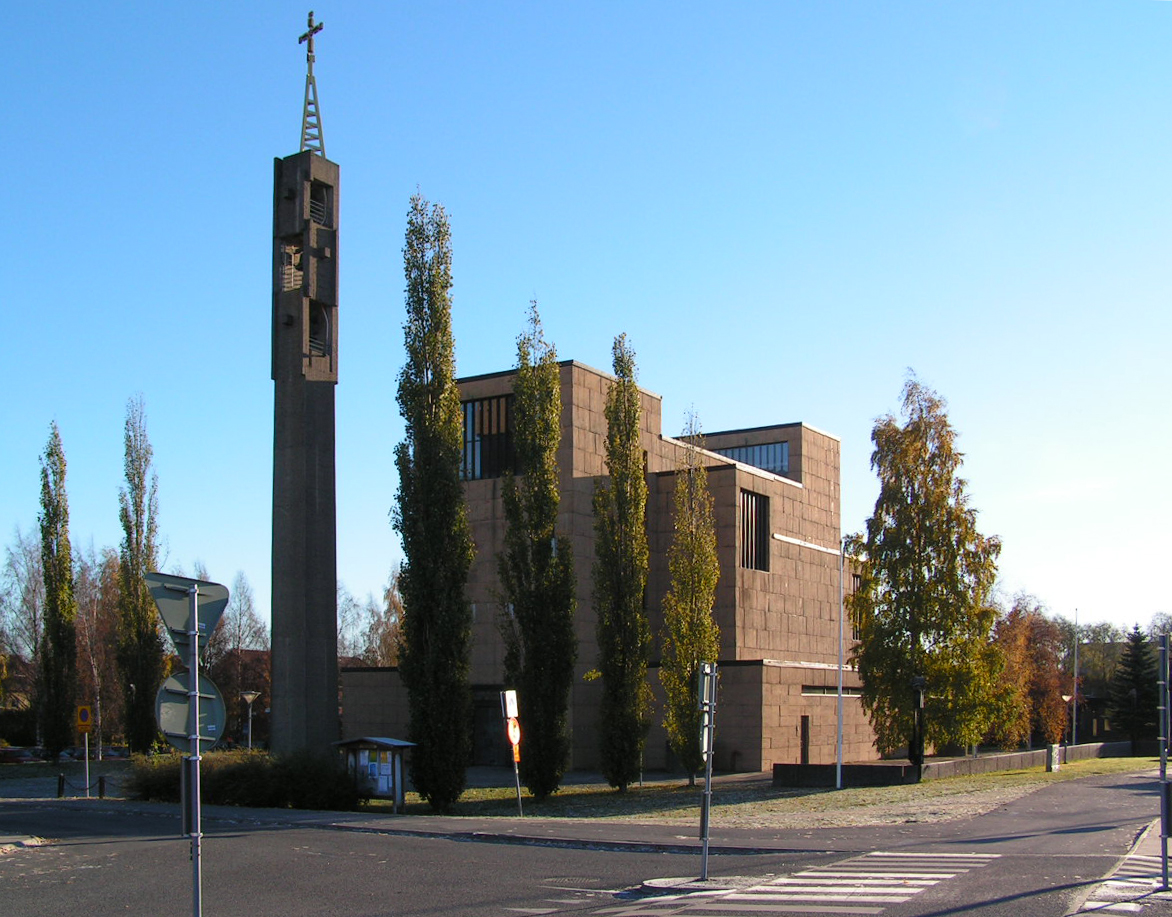
Tegs kyrka
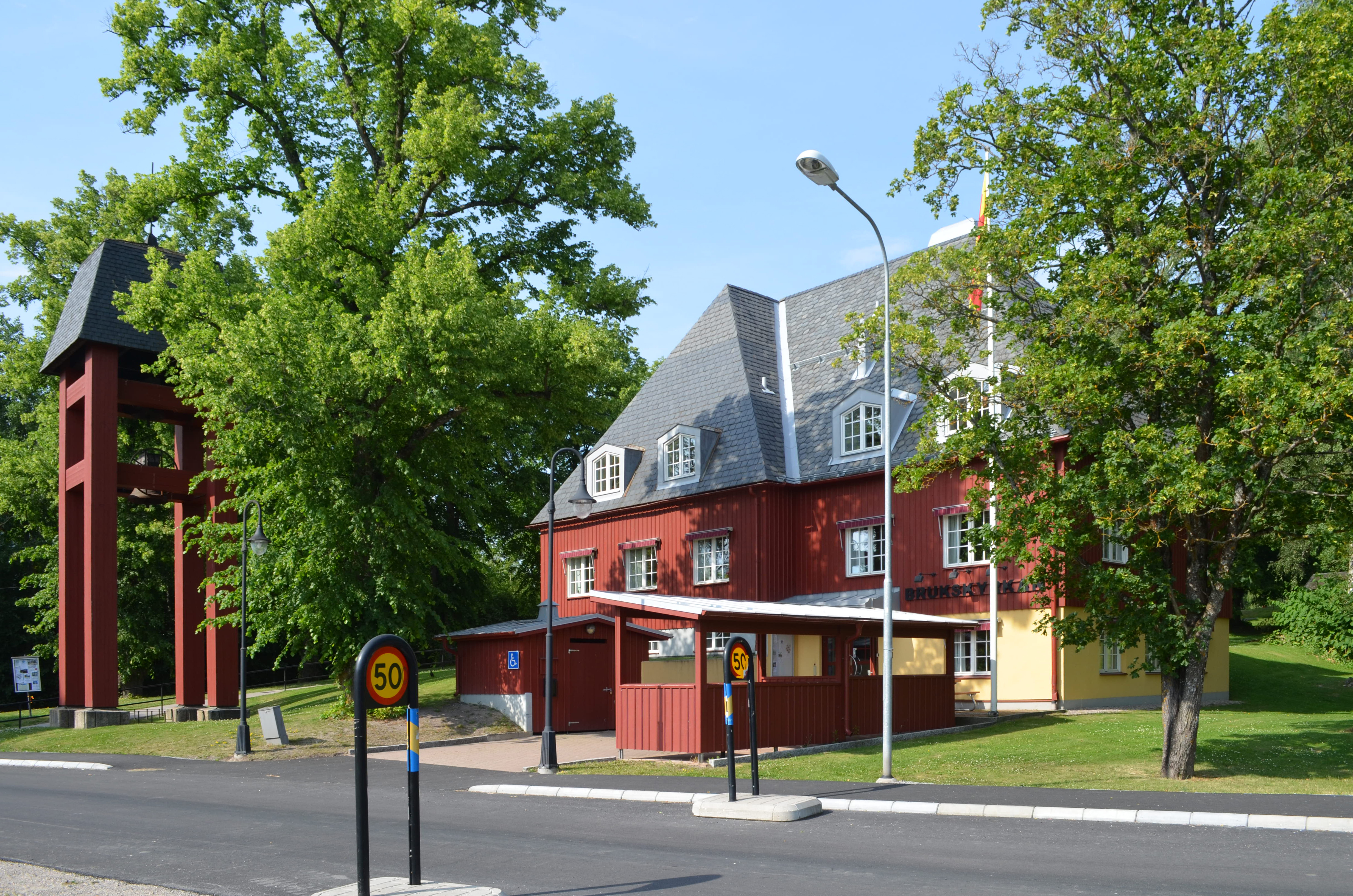
Kolsva brukskyrka